# Licnoptera apiciplaga
Licnoptera apiciplaga är en fjärilsart som beskrevs av Rothschild 1913. Licnoptera apiciplaga ingår i släktet Licnoptera och familjen björnspinnare. Inga underarter finns listade i Catalogue of Life.